# Neapelskolan
Neapelskolan syftar på tre generationer av operatonsättare verksamma i Neapel med omnejd under 1600- och 1700-talet. Rörelsen skapades av Francesco Provenzale, och de framträdande medlemmarna var följande:
- Pasquale Anfossi
- Domenico Cimarosa
- Francesco Feo
- Pietro Alessandro Guglielmi
- Johann Adolf Hasse
- Niccolò Jommelli
- Gaetano Latilla
- Leonardo Leo
- Nicola Logroscino
- Giovanni Paisiello
- David Pérez
- Giovanni Battista Pergolesi
- Niccolò Piccinni
- Nicola Antioni Porpora
- Tommaso Traetta
- Giacomo Tritto
- Antonio Sacchini
- Alessandro Scarlatti
- Leonardo Vinci

Neapelstilens bidrag till operakonsten är cantilena med virtuos koloratur i tredelade aria da capo förs fram i operan. Recitativo secco och recitativo accompagnato har också en bärande funktion. Aria och recitativavsnitt ordnas enligt mönsteret RARA... osv. Kör (coro) användes inte. Dess plats tog vokala duetter, tersetter och kvartetter. Alessandro Scarlatti introducerade även tredelad uvertyr. 
Skolan introducerade också opera buffa - till en början korta komiska avbrott (intermezzi) i en opera seria. Opera buffa utvecklades från commedia dell'arte.
Niccolò Piccinni och Giovanni Paisiello utvecklade operaformen med större vikt på orkestern som byggs ut med träblåsinstrument, användning av crescendo, mer raffinerad rytm och cavatina som ariaform.
Neapolitanska skolan inom musiken är en grupp tonsättare, inbördes lärare och elever, vilka under 1700-talet verkade i Neapel eller utgick därifrån och odlade främst operakompositionen i en från florentinarna avvikande riktning genom att beflita sig om utbildningen av melodins skönhet och sångbarheten med åsidosättande av såväl instrumentation som finalensembler och dramatiskt patos. 
Pietro Metastasios och hans efterföljares libretter, som dessa tonsättare om och omigen satte i musik, hade intrigfylld handling, som föranledde en vidsträckt användning av berättande seccorecitativ; men därjämte utbildade neapolitanarna i viss mån det för konstnärliga ändamål vida betydelsefullare obligata recitativet (med orkesterackompanjemang), och i ariorna, som sammanfattade situationernas stämning, åstadkom de ofta oöverträffade mönster av uttrycksfull solistisk sångmelodi, vilket förklarar den omtyckthet och i hela Europa härskande ställning, som den italienska operan under mer än ett sekels tid kunde fröjda sig åt. 
Skolans främsta företrädare var under dess tidigare skede Alessandro Scarlatti, Leonardo Leo, Francesco Durante, Francesco Feo och Gaetano Greco; sedermera förföll den inemot 1700-talets mitt (hos Nicola Porpora, Vinci med flera) till större ytlighet genom ensidigt eftertraktande av sinnligt behag och bravur i solosången, men ett nytt uppsving åstadkoms av Johann Adolph Hasse, Niccolò Jommelli, Tommaso Traetta och Giuseppe de Majo med flera genom kraftigare dramatiskt uttryck och rikare former. Som en reaktion mot den seriösa operans schablonmässighet uppkom, likaledes i Neapel, på folklig grund buffaoperan, som utbildades av Giovanni Battista Pergolesi, Nicola Logroscino, Niccolò Piccinni, Guglielmi, Giovanni Paisiello och Domenico Cimarosa. En reaktion på den seriösa operans eget fält var Christoph Willibald Glucks betydelsefulla stilreform.